# Měsíce Marsu

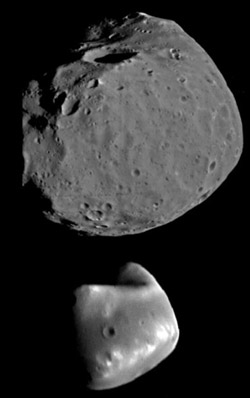
Phobos (nahoře), Deimos (dole)

Phobos a Deimos jsou jména dvou měsíců Marsu.
Oba jsou nepravidelného tvaru s největší pravděpodobností zachycené planetky, pocházející z oblasti hlavního pásu planetek. Zachyceny byly zřejmě vzájemnou kombinací gravitačních poruch působených Jupiterem a samotným Marsem. Podle jiné teorie mohly být oba měsíce vyraženy z povrchu Protomarsu v době tvorby planety akrecí, při dopadech velkých planetesimál. Vzhledem ke spektroskopicky zjištěnému složení (podobnost s planetkami typu C a uhlíkatými chondrity) je pravděpodobnost jejich impaktního původu malá.

## Objev
Deimos byl objeven 11. srpna 1877, Phobos o několik málo dní později. Teprve v roce 1971 získali vědci díky sondě Mariner 9 představu o složení obou měsíců. Detailní obrázky povrchu obou měsíců přinesl až projekt Mars Orbiter Camera (v rámci Mars Global Surveyor), přibližně od roku 1998.

## Vlastnosti
| Jméno  | Označení | Označení  | Elementy dráhy         | Elementy dráhy | Elementy dráhy  | Elementy dráhy   | Rozměr (km)    | Mag.  | Rok objevu     | Objevitel                            |
| Jméno  | definit. | předběžné | velká poloosa (103 km) | výstř.         | sklon dráhy (°) | doba oběhu (dny) | Rozměr (km)    | Mag.  | Rok objevu     | Objevitel                            |
| ------ | -------- | --------- | ---------------------- | -------------- | --------------- | ---------------- | -------------- | ----- | -------------- | ------------------------------------ |
| Phobos | I        | žádné     | 9,380                  | 0,0151         | 1,093           | 0,319            | 27,0×21,6×19,8 | 11,40 | 1877           | Asaph Hall / U. S. Naval Observatory |
| Deimos | II       | žádné     | 23,460                 | 0,0002         | 0,930           | 1,262            | 15,0×12,0×10,4 | 12,45 | 11. srpna 1877 | Asaph Hall / U. S. Naval Observatory |

## Měsíce Marsu a Jonathan Swift
Existence dvou martských měsíců byla popsána v satirickém románu Jonathana Swifta, Gulliverovy cesty, vydaném v roce 1726:
| „ | Oni (astronomové Laputy) objevili tež dvojici menších hvězd, neboli satelitů, obíhajících kolem Marsu, z nichž je vnitřní vzdálen od středu hlavní oběžnice právě tři její průměry, a vnější pět. První se otočí dokola za deset a druhý za dvacetjedna a půl hodiny; takže druhá mocnina jejich oběžných dob je velmi blízko stejným proporcím jako třetí mocnina jejich vzdáleností od středu Marsu, což evidentně ukazuje, že jsou podrobeny témuž zákonu přitažlivosti, který ovládá ostatní nebeská tělesa. | “ |

Podobná předpověď byla učiněna Voltairem v jeho „meziplanetárním románku“ Micromegas, vydaném v roce 1752. Ve skutečnosti jsou vzdálenosti měsíců Phobos a Deimos od středu Marsu rovny 1,4 a 3,5 násobku jeho průměru a jejich oběžné doby 7,7 a 30,3 hodin. Nicméně, na počest obou „věštců“ nesou dva největší (a současně jediné pojmenované, asi tříkilometrové) krátery na Deimu jméno Swift a Voltaire.